# باب حبيب سو
باب حبيب سو (بالفرنسية: Pape Habib Sow)‏ (2 ديسمبر 1985 بداكار في السنغال - ) هو لاعب كرة قدم سنغالي في مركز الوسط. لعب مع إنتر توركو وباناثينايكوس ومعمورة العزيز سبور ونادي أتروميتوس ونادي أكاديميكا كويمبرا ونادي إنتينت ونادي ريو أفي ونادي سوشو ونادي شاتورو ويو دي ليريا.

## وصلات خارجية
- باب حبيب سو على موقع اتحاد تركيا (لاعب) (الإنجليزية)
- باب حبيب سو على موقع رابطة كرة القدم الفرنسية للمحترفين (الإنجليزية)
- باب حبيب سو على موقع قاعدة بيانات كرة القدم.إي يو (الإنجليزية)
- باب حبيب سو على موقع Soccerway.com (الإنجليزية)
- باب حبيب سو على موقع عالم كرة القدم.نت (الإنجليزية)